# Truth Seeker
Truth Seeker ist ein Jazzalbum von Ivo Perelman, Mark Helias und Tom Rainey. Die im Dezember 2022 in den Park West Studios, Brooklyn, entstandenen Aufnahmen erschienen am 28. Februar 2024 auf dem Label Fundacja Słuchaj.

## Hintergrund
Neben seinen zahlreichen Projekte mit kleineren Formationen, die 2023/24 erschienen, etwa mit Matthew Shipp (Amalgam), Aruán Ortiz/Lester St. Louis (Prophecy), James Emery (The Whisperers) und Chad Fowler (Embracing the Unknown), war der Saxophonist Ivo Perelman zum ersten Mal im Studio im Trio mit dem Bassisten Mark Helias (der u. a. mit Don Cherry und Cecil Taylor gearbeitet hatte) und dem Schlagzeuger Tom Rainey (bekannt aus seinen Bandprojekten mit Mary Halvorson, Tim Berne und seiner Frau Ingrid Laubrock), notierte Mike Jurkovic.
Bereits 2022 hatte Ivo Perelman ein Album mit dem Bassisten Mark Helias, dem Schlagzeuger Tom Rainey und seinem langjährigen musikalischen Partner Matthew Shipp aufgenommen. Der Saxophonist war von der Rhythmusgruppe, mit der er noch nie zuvor zusammengearbeitet hatte, so beeindruckt, dass er sie zwei Wochen später wieder engagierte. Das Album für das polnische Label Fundacja Słuchaj ist auch eine der ersten Aufnahmen, die Perelman mit einem neuen Instrumentenmundstück gemacht hat, das er sich vor einigen Jahren angeschafft hatte. Zu diesem neuen Mundstück erklärte Perelman: „Es scheint mich in die Richtung von Paul Desmond zu zwingen, zurückhaltender, gezielter, fokussierter – konzentrierterer musikalischer Gedanke, mit weniger Fett.“

## Titelliste
- Ivo Perelman / Mark Hellias / Tom Rainey: Truth Seeker (Fundacja Słuchaj FSR 06|2024)[4]

1. Truth Seeker 10.41
2. Devotion 10.01
3. Mystical Vibration 11.37
4. Spiritual Growth 9.49
5. Ubiquitous Light 8.02
6. Life's Meaning 8.41
7. Intuition 7.48

Die Kompositionen stammen von Ivo Perelman, Mark Helias und Tom Rainey.

## Rezeption
Alles andere als kalkuliert arbeite Truth Seeker von den Rändern aus „und gärt wie ein Lauffeuer in Richtung eines Zentrums“, schrieb Mike Jurkovic in All About Jazz. Weit entfernte Möglichkeiten würden zunächst trapezförmig umherschlendernd erkundet und dann klangvoll erscheinen, schließlich einen Schritt zurücktreten und wieder in den Vordergrund rücken. Stücke wie „Truth Seeker“, „Devotion“, „Intuition“ und „Mystical Vibration“ sollen nicht unbedingt eine einzelne Komposition ins Bewusstsein einfrieren; sie seien eher als Markierungen im Verlauf des Prozesses gedacht. „Ein Spaziergang im Gegenlicht durch eine mondlose Straße“ könnte und könnte durchaus die Kulisse für „Ubiquitous Light“ sein, eine bluesige Atempause nach dem Ausdruck von Zorn und Wut in „Spiritual Growth“, so der Autor. Ein scherzhafter Moment des Erinnerns und Durchwühlens, in dem jede Komponente des Trios in den Vordergrund und wieder zurücktrete. Dies sei ein Moment der Zusammenarbeit, den man in der heutigen unhöflichen Umgebung selten erlebe. Das gelte auch für die Eskapaden von „Life's Meaning“

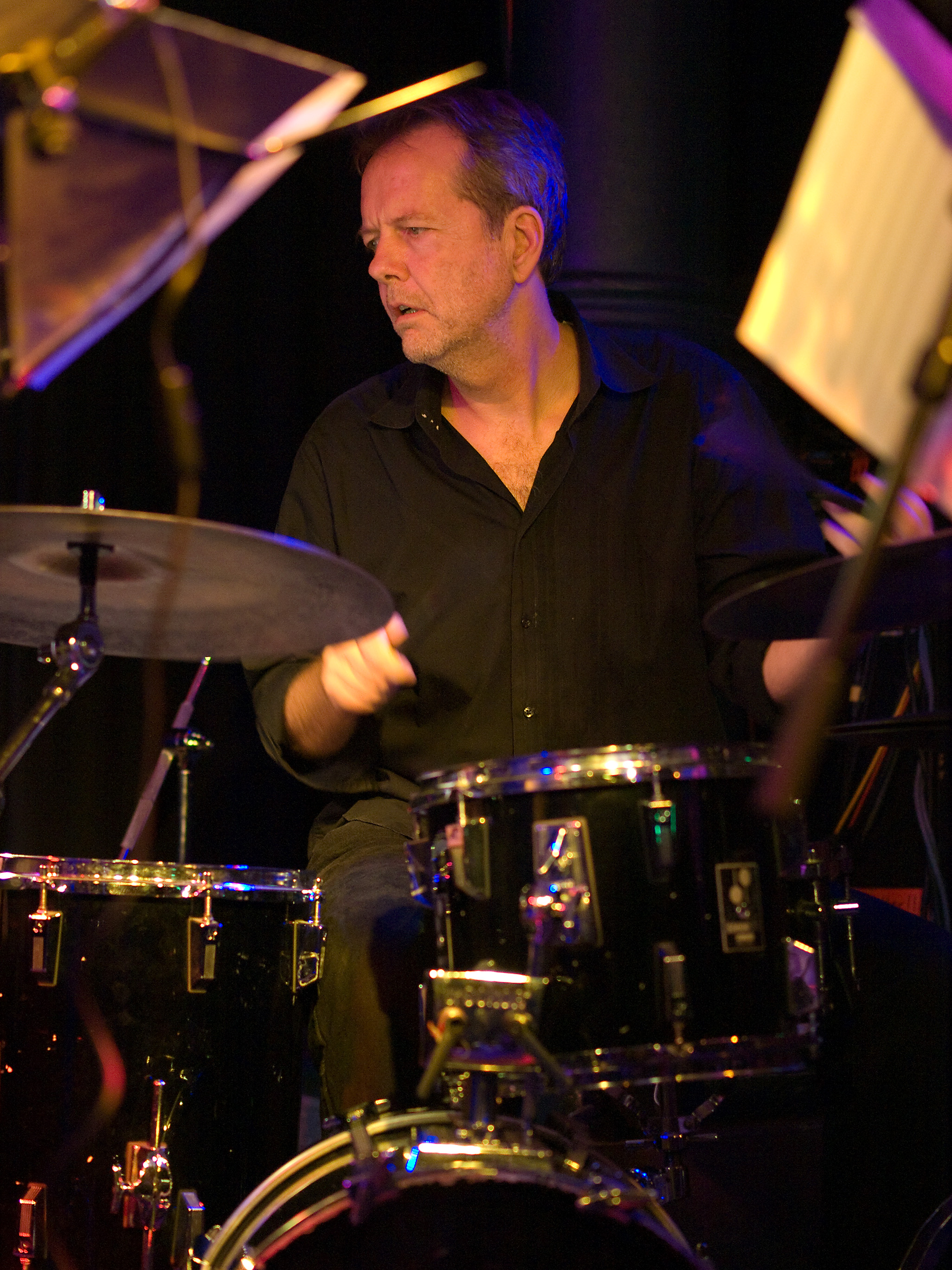
Tom Rainey (2018)

Der kreative, spontane Jazz von Ivo Perelman sei seit langem eine Konstante in fast seinem gesamten atemberaubenden Schaffen, da der Meistersaxophonist ständig auf jede erdenkliche Weise an seiner Formel herumbastle, schrieb S. Victor Aaron (Something Else!), und dieses Album sei da keine Ausnahme. In den Liner Notes des Albums habe Neil Tesser angemerkt: „Jede neue Aufnahme Perelmans stellt eine Suche nach künstlerischen Wahrheiten dar. Jeder tut dies auf seine eigene Weise.“ Die Zusammenarbeit mit Mark Helias und Tom Rainey bei gleichzeitiger Anpassung an ein neues Mundstück mache Truth Seeker für Ivo Perelman zu einer völlig neuen, verlockenden Suche, so Aaron.
Das Rhythmus-Duo Helias/Rainey würde sich perfekt in Perelmans Vision der freien Improvisation einfügen und ihm überall hin folgen, wohin er sich auch begebe, schrieb Michael Toland (Big Takeover). Aber sie ermutigten ihn manchmal, seinen Feuersturm aus Geräuschen auf bloße Funkenwirbel zu reduzieren. Das mache zwar keines dieser Stücke gleich zu Easy Listening, doch rücke es Stücke wie „Mystical Vibration“, „Lights“ und das Titelstück schärfer in den Fokus, sodass ansprechendere Melodien zum Vorschein kämen – auch wenn sie im selben Moment wieder auseinandergerissen werden. Das mache Perelmans Post-Post-Bop so experimentierfreudig wie eh und je, halte sich aber dennoch an die Gesetze der Physik. Perelman zeige sich als ein liebevoller Anhänger der spontanen Komposition in all ihren Formen, und auf Truth Seeker seien Helias und Rainey da ganz auf seiner Seite.
Auf Truth Seeker habe sich Perelman mit zwei abenteuerlustigen und erfinderischen Gleichgesinnten verbündet, schrieb Hrayr Attarian in All About Jazz. Dieses kollaborative Trio würde spontan feurige und anregende Musik kreieren. Es drücke eindeutig amerikanische (sowohl nördliche als auch südliche) Empfindungen aus. Das Album sei ein weiterer Höhepunkt in Perelmans Karriere, ein Juwel im durchweg großartigen Œuvre des Saxophonisten. Perelman beherrsche das Talent, gleichgesinnte „Partners in crime“ zu finden, aber hier finde man seine geschlossenste Band seit seiner synergetischen Zusammenarbeit mit dem Pianisten Matthew Shipp vor.